# Flora und Fauna Japans
Die Flora und Fauna Japans umfasst die Flora, Fauna und natürlichen Lebensräume. Die Inseln Japans erstrecken sich über eine lange Strecke von Nord (45. Breitengrad) nach Süd (20. Breitengrad, Okinotorishima) und decken ein breites Spektrum von Klimazonen ab. Dies führt zu einer hohen Vielfalt an Wildtieren, obwohl Japan vom asiatischen Festland isoliert ist. Im Norden des Landes, nördlich der Hauptinsel Honshū auf Hokkaidō, gibt es zahlreiche subarktische Arten, die Japan von Norden her kolonisiert haben. Im Süden Japans findet man südostasiatische Arten, die typisch für tropische Regionen sind. Zwischen diesen Gebieten liegt die gemäßigte Zone, die viele Arten mit China und Korea teilt. Aufgrund der Insellage gibt es in Japan auch viele endemische Arten, die nirgendwo sonst auf der Welt zu finden sind. Es ist somit auch Heimat zahlreicher seltener bis gefährdeter Tier- und Pflanzenarten. Besonders zu erwähnen sind die Ogasawara-Inseln (auch: Bonin-Inseln), 1000 km südöstlich von Tōkyō, die wegen ihrer endemischen Spezies oft mit den Galapagos-Inseln verglichen werden.

## Flora

"Jōmon Sugi" – eine 2.170 bis 7.200 Jahre alte Sicheltanne auf der Insel Yakushima

Japan ist zu großen Teilen (68,4 %) von Bergwäldern bedeckt. Im Inland Japans finden sich eine Reihe von Gebirgsketten, die die Waldgrenze überschreiten. Durch die Position als vorgelagerte Inselkette hat sich eine zwar mit „Kontinentalasien“ verwandte, aber dennoch vielfach eigenständige Flora und Fauna entwickelt. Die Ogasawara-Inseln (auch: Bonin-Inseln), 1000 km südöstlich von Tokio, werden wegen ihrer endemischen Spezies oft mit den Galapagosinseln verglichen.
Japan hat neun Ökoregionen, die das Klima und die Geographie der Inseln widerspiegeln. Sie reichen von subtropischen feuchten Laubwäldern auf den Ryūkyū- und Ogasawara-Inseln über gemäßigte Laub- und Mischwälder in den milden Klimaregionen der Hauptinseln bis hin zu gemäßigten Nadelwäldern in den kalten, winterlichen Teilen der Nordinseln. In Japan gibt es über 90.000 Tierarten, darunter der Braunbär, der Japanmakak, der japanische Waschbärhund, die große japanische Feldmaus und der Japanische Riesensalamander. Die Hauptinseln und die nahegelegenen Nachbarinseln sind Teil der Paläarktischen Florenregion. Die Ryūkyū-Inseln sind Teil der Indomalaiischen Region, während die Ogasawara-Inseln zu Ozeanien gerechnet werden.
In Japan kommen etwa 15.000 Pflanzenarten vor. Die Vegetation variiert stark von subtropischen Wäldern im Süden bis zu Nadelwäldern im Norden. In den subtropischen Gebieten finden sich Mangroven, Palm- und Baumfarne. Im warm-gemäßigten Klima von Kyūshū, Shikoku und dem südwestlichen Teil Honshūs dominieren immergrüne Wälder. Im nördlichen Honshū und südwestlichen Hokkaidō ist das Klima kühl-gemäßigt mit Laubbäumen wie der endemischen Kerb-Buche (Fagus crenata) und Eichen-Arten wie Quercus serrata. Nadelwälder aus Fichten- und Tannen-Arten dominieren weite Teile von Hokkaidō und die japanischen Alpen im zentral- bis nördlichen Honshū. In den Bergen gibt es eine Höhenstufe mit arktisch-alpinen Pflanzenarten, einschließlich der Zwerg-Kiefer (Pinus pumila).
Mit Nadelbaum-Arten wurde in vielen Gebieten der ursprüngliche Wald ersetzt. Zu den häufigen Baum-Arten gehören die Hinoki-Scheinzypresse (Chamaecyparis obtusa), die Japanische Rotkiefer (Pinus densiflora), die Japanische Schwarzkiefer (Pinus thunbergii), der Sperrstrauch (Cleyera japonica) und die Sicheltanne (Cryptomeria japonica). Die Sicheltanne ist mit einer Wuchshöhe von bis zu 40 Metern Japans größte Nadelbaumart.
Bambus-Arten wachsen in Japan reichlich mit 400 bis 500 Arten, einschließlich des Zwergbambus (jap. "sasa"), und der größeren Arten (jap. "take"), die Wuchshöhen von 20 Metern erreichen können.
Viele Pflanzenarten wurden vom asiatischen Festland nach Japan eingeführt, darunter wichtige Nutzpflanzen wie Reis und Zierpflanzen wie die Chrysantheme. Seit der Meiji-Restauration breiten sich immer mehr Pflanzenarten aus Europa, Nordamerika und anderen Ländern aus. Zu den in Japan heimischen Nutzpflanzen gehören Oenanthe javanica und Wasabi (Wasabia japonica).

Flora von Norden nach Süden
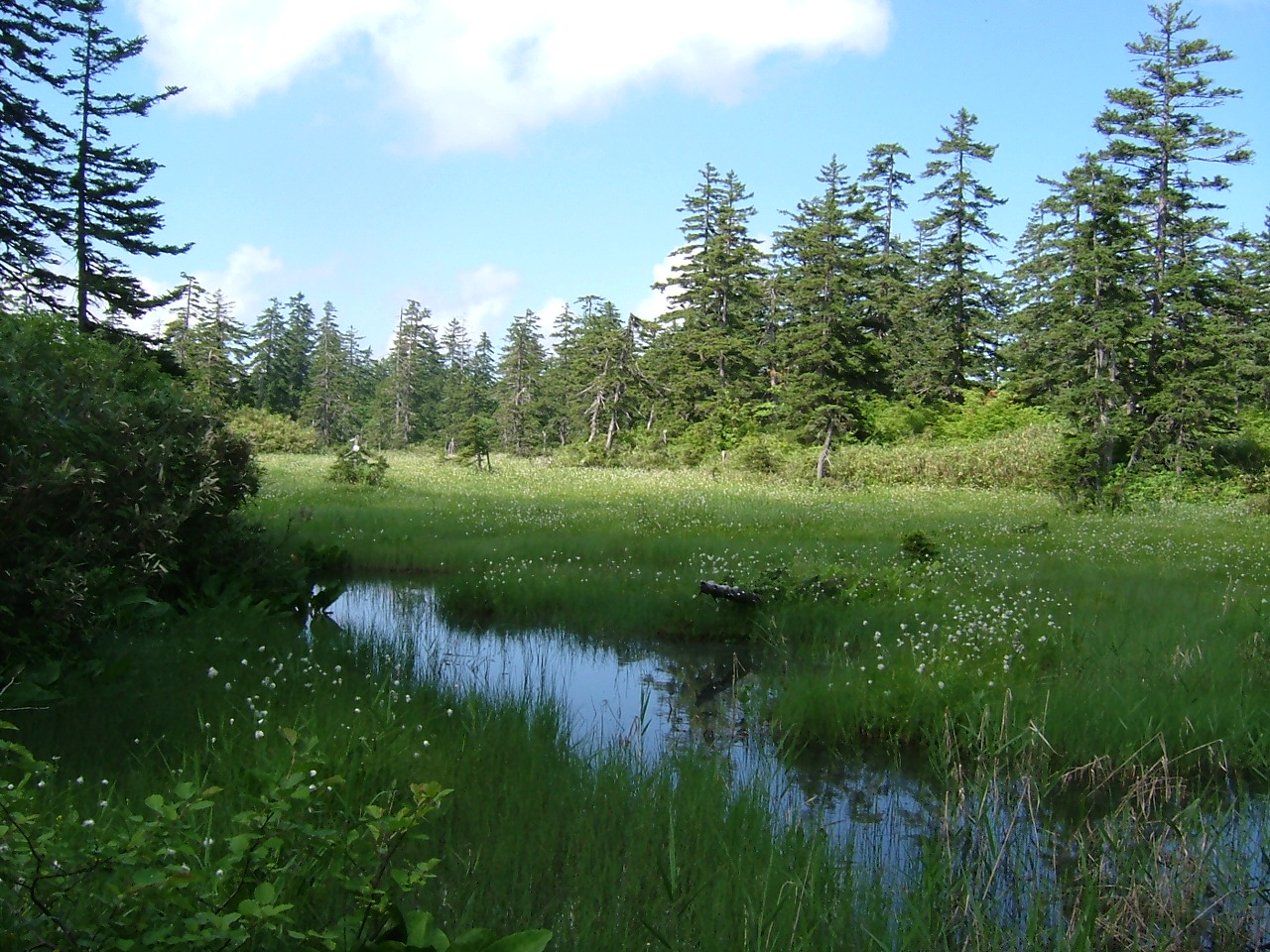
Wald am Asahi-dake im Daisetsuzan-Nationalpark in Hokkaidō
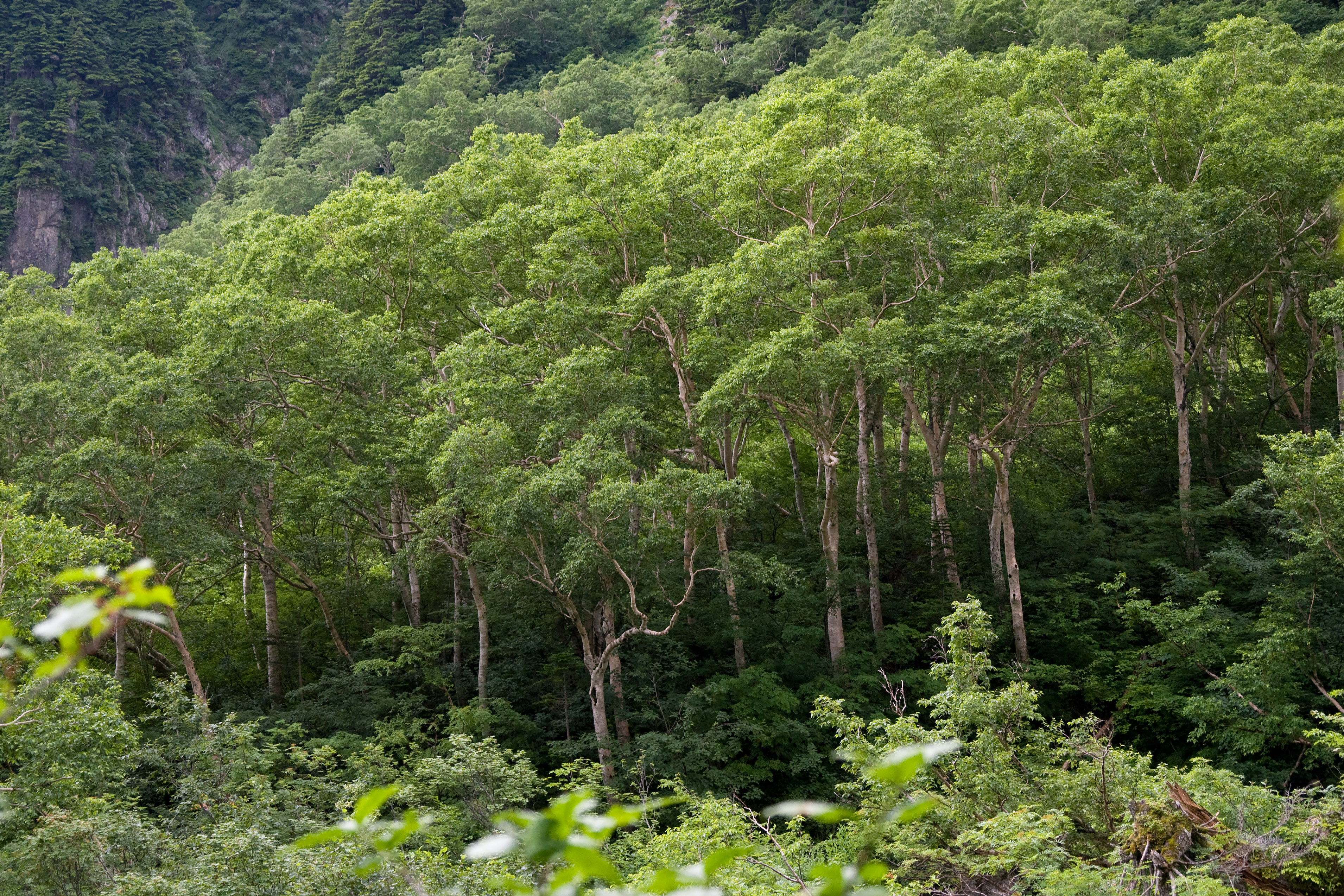
Wäldchen aus Ermans Birken in Hokkaidō
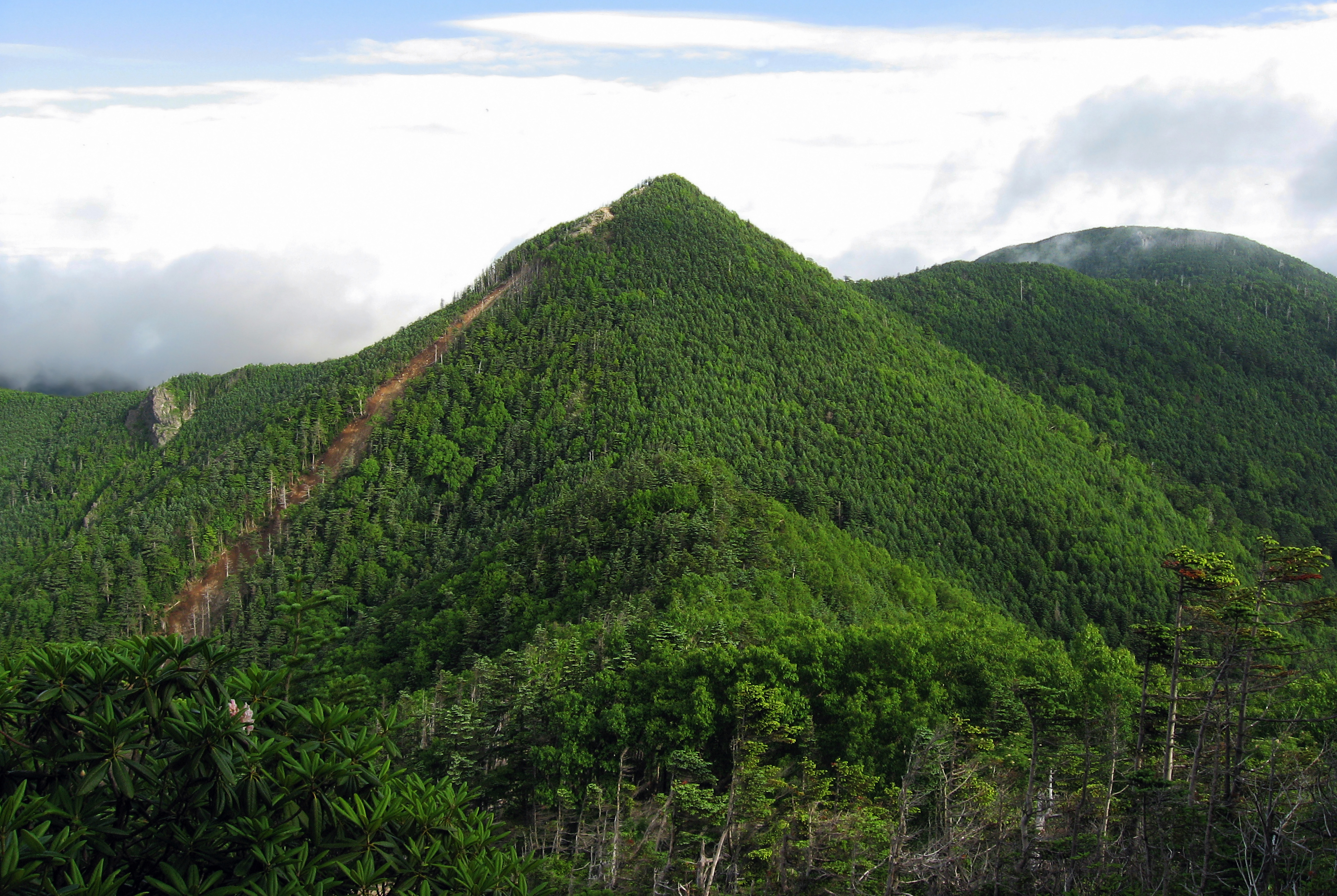
Nadelwald am Kobushigatake im Chichibu-Tama-Kai-Nationalpark
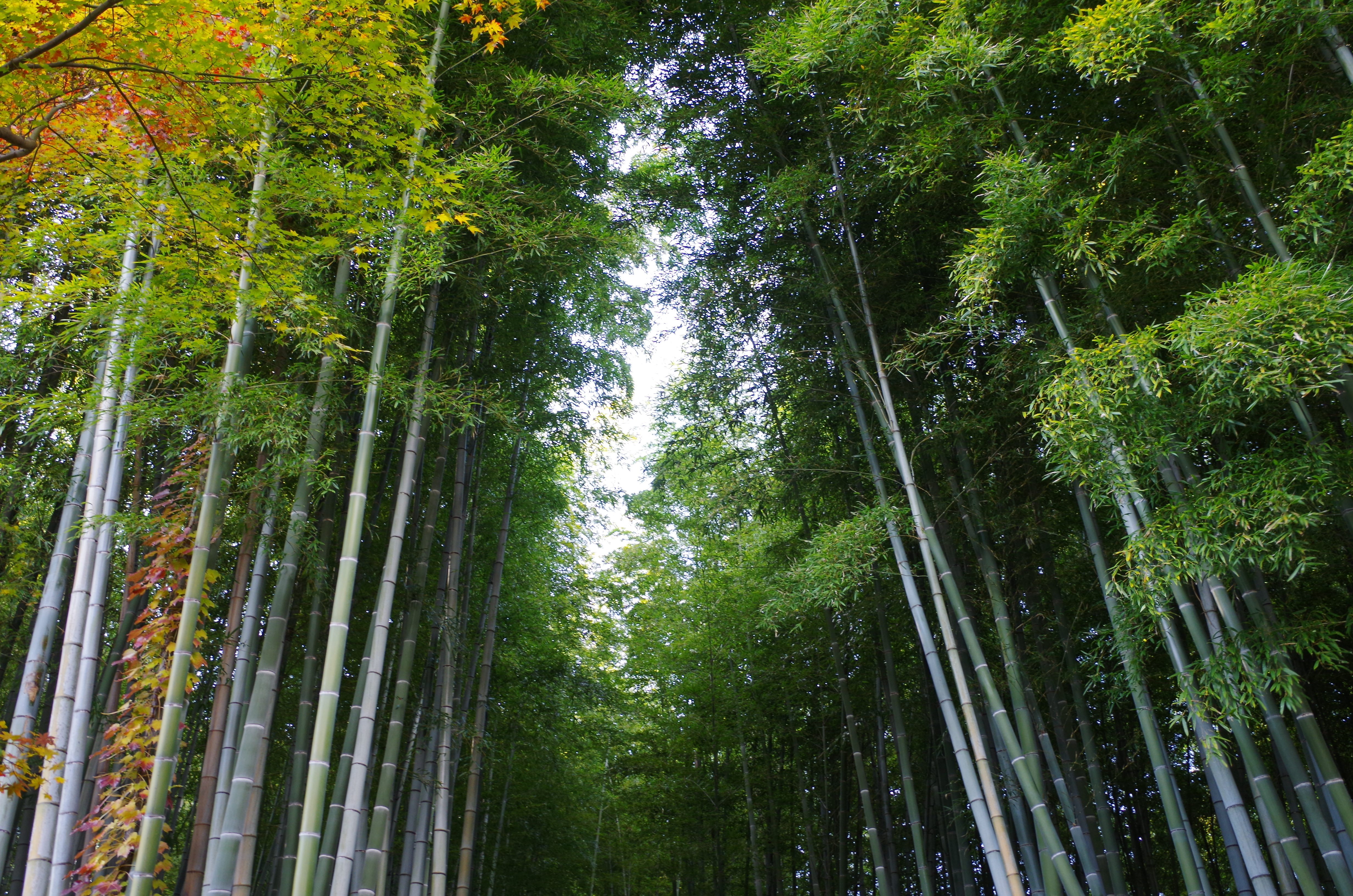
Ein Bambuswald in der Präfektur Kyōto
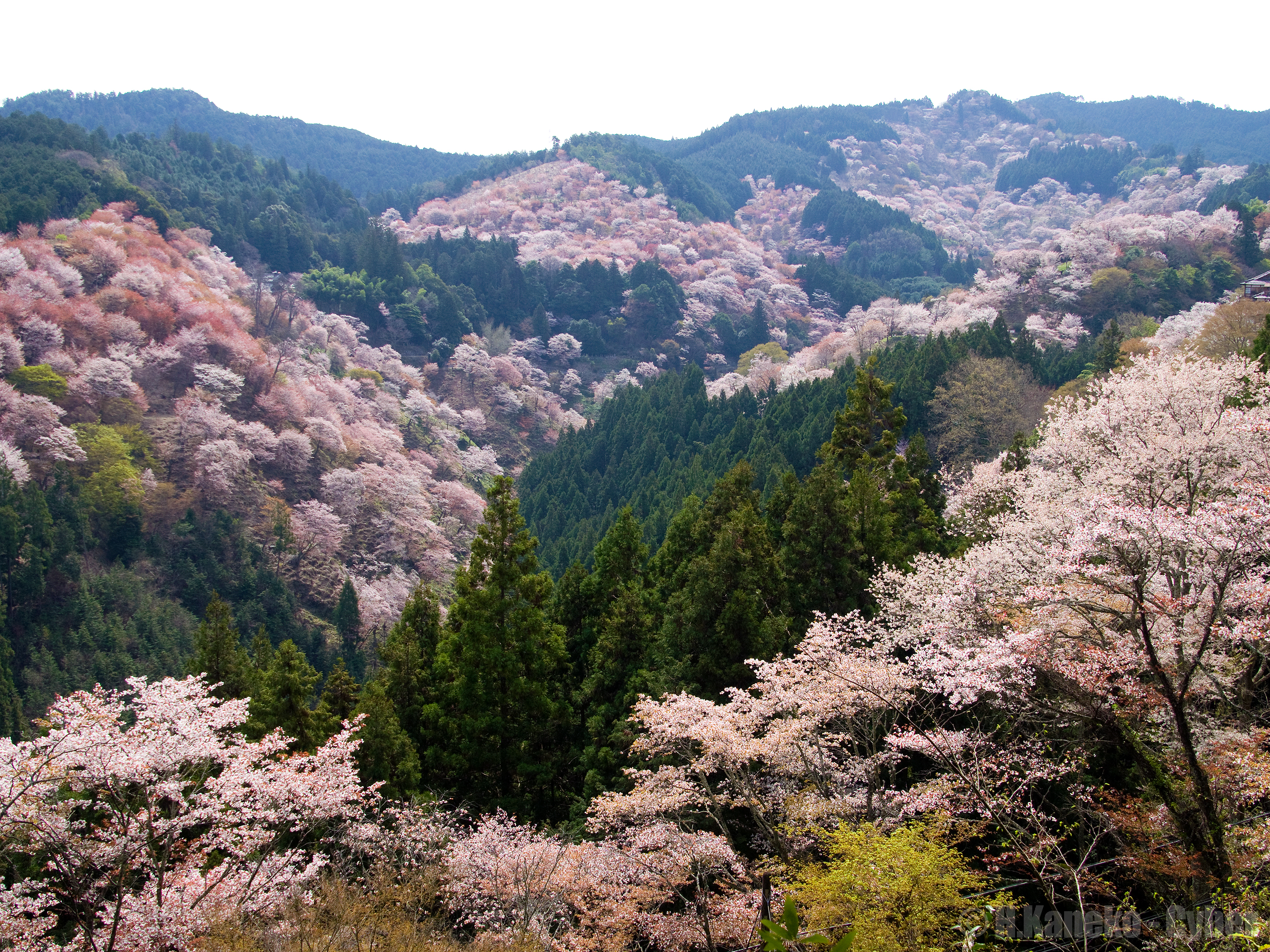
Blühende Kirschbäume im Yoshino-Kumano-Nationalpark
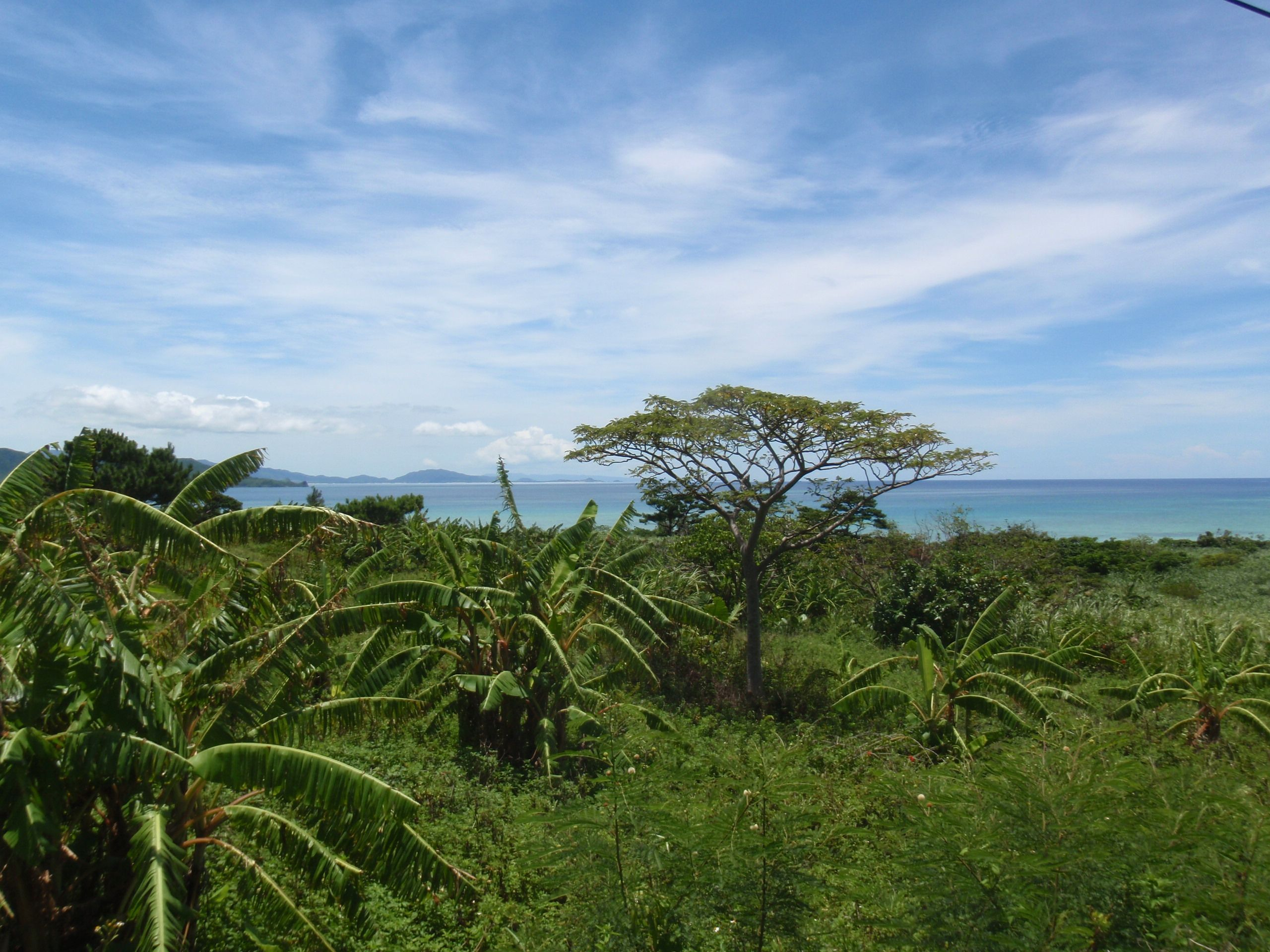
Vegetation auf Ishigaki im Süden der Nansei-Inseln
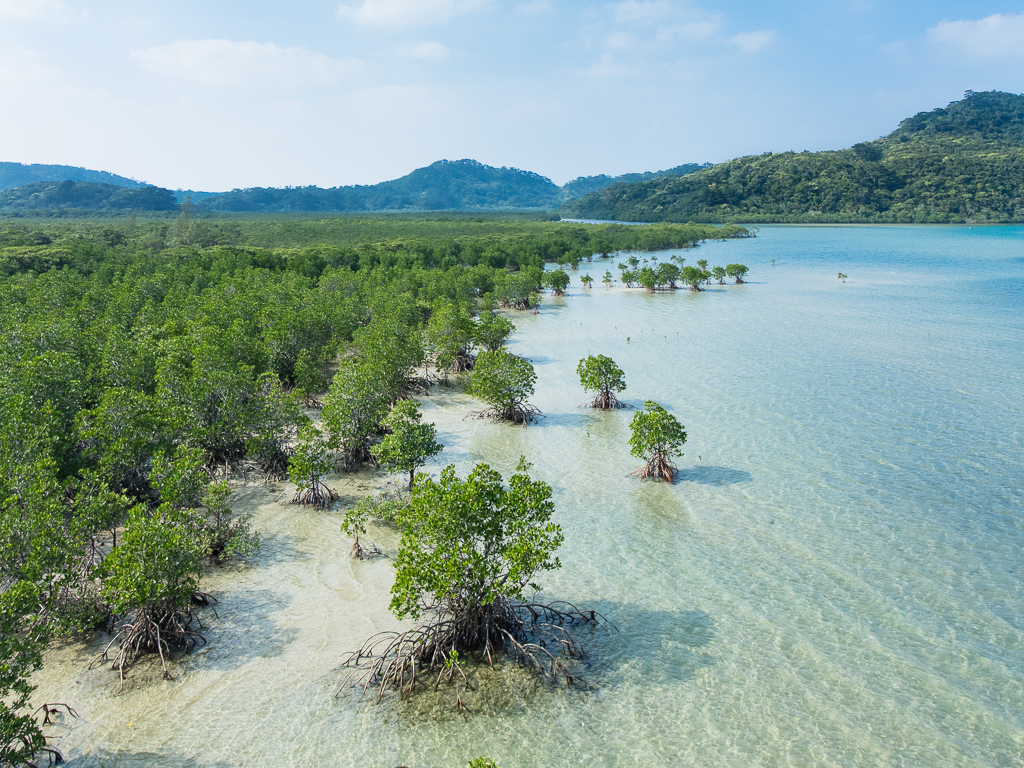
Mangroven auf Iriomote im Süden der Nansei-Inseln

## Fauna

### Säugetiere

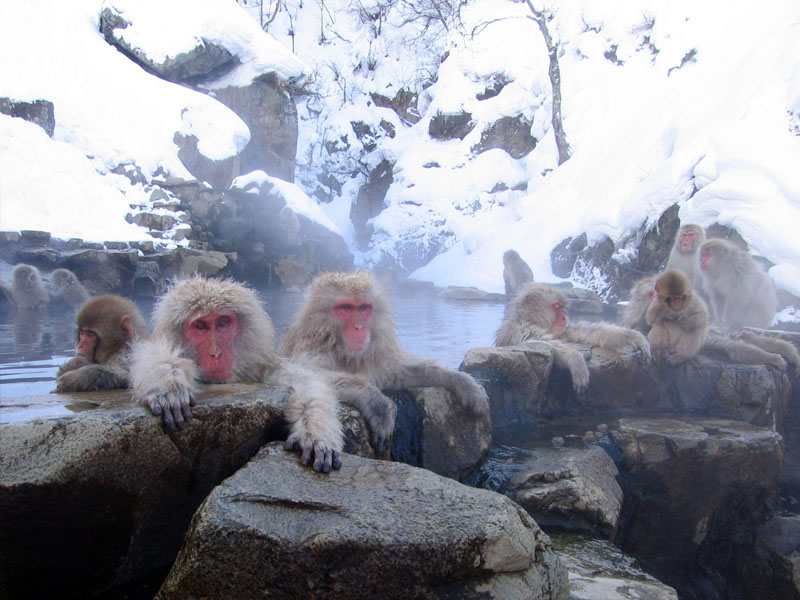
Japanmakak in einer heißen Quelle in der Präfektur Nagano

In Japan finden sich etwa 160 Arten von Säugetieren. Die größten vorkommenden Landtiere sind Bären. Eine Unterart des Braunbärs (Ursus arctos) ist in Hokkaidō zu finden, wo er eine wichtige Rolle in der Kultur der Ainu-Ureinwohner spielt. Die Braunbärpopulation auf der Shiretoko-Halbinsel umfasst mehrere hundert Tiere und ist eine der dichtesten der Welt. Der Kragenbär (Ursus thibetanus) bewohnt Bergregionen in Honshū, Kyūshū und Shikoku. Kleinere, weit verbreitete Fleischfresser sind der Rotfuchs (Vulpes vulpes), der Marderhund (Nyctereutes procyonoides) und der Japanische Marder (Martes melampus). In Japan gibt es zudem zwei Wildkatzenarten: Die Bengalkatze (Prionailurus bengalensis) des asiatischen Festlandes kommt auf der Insel Tsushima vor, während die Iriomote-Katze (Prionailurus iriomotensis) ausschließlich auf der Insel Iriomote zu finden ist.
Größere Pflanzenfresser sind der Sikahirsch (Cervus nippon), der Japanische Serau (Capricornis crispus) und das Wildschwein (Sus scrofa). Zu Japans berühmtesten Säugetieren gehört der Japanmakak (Macaca fuscata), die am weitesten nördlich lebende Affenart der Welt.
Zu den Meeressäugern gehören der Dugong (Dugong dugon), der Östliche Glattschweinswal (Neophocaena asiaeorientalis) und der Stellersche Seelöwe (Eumetopias jubatus). Der Japanische Seelöwe ist ausgestorben.

### Vögel

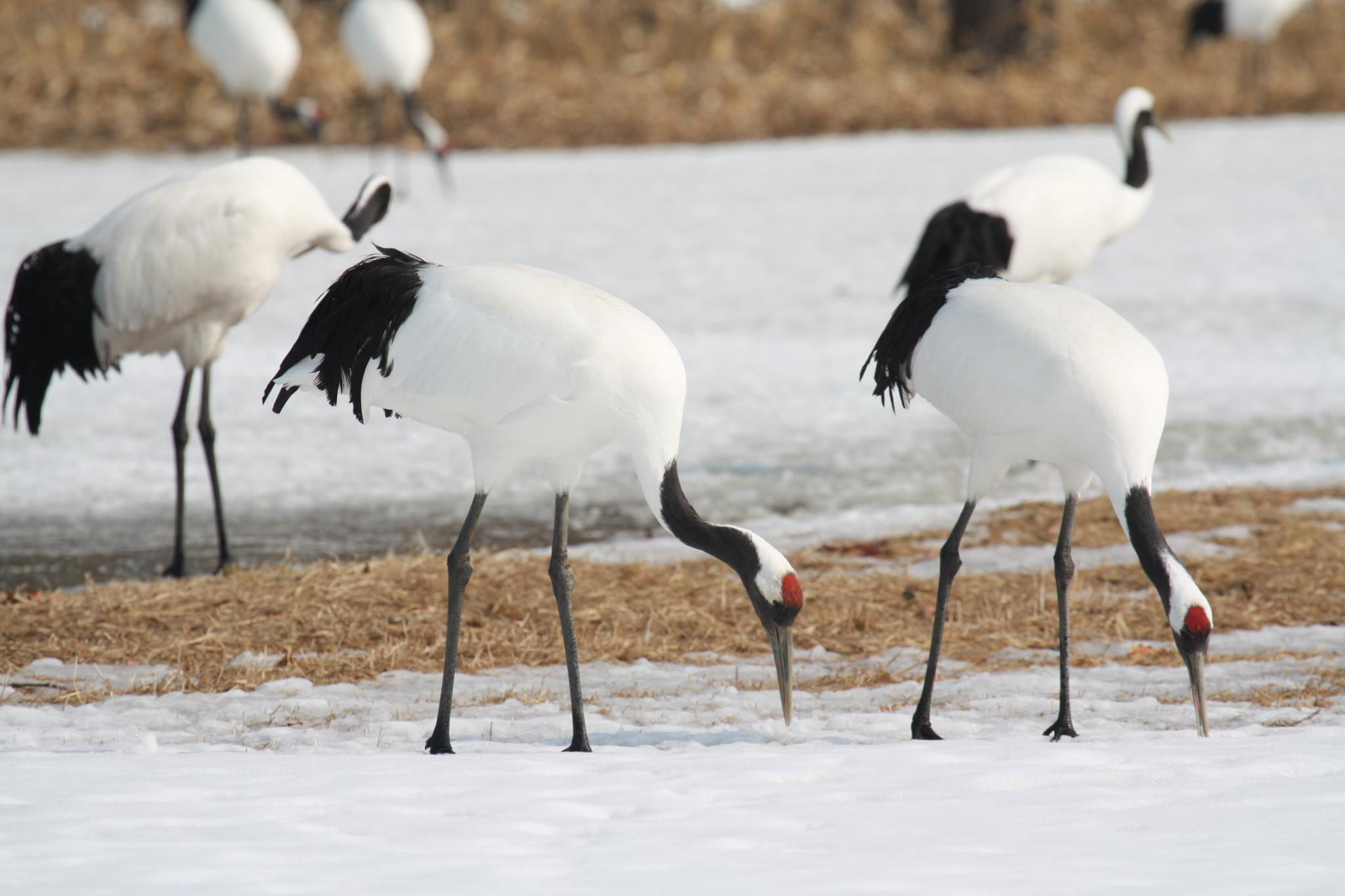
Mandschurenkranich auf Hokkaidō

Über 700 Vogelarten wurden in Japan dokumentiert. Einige Vogelarten sind auch endemisch, darunter der Japangrünspecht (Picus awokera), der Kupferfasan (Syrmaticus soemmerringii) und der Buntfasan (Phasianus versicolor). Der Nipponibis (Nipponia nippon) ist stark gefährdet. Einige Arten sind nur auf den kleineren Inseln Japans zu finden, darunter die Okinawa-Ralle (Gallirallus okinawae), die Izudrossel (Turdus celaenops) und der Boninbrillenvogel (Apalopteron familiare). Die meisten nicht endemischen Vögel sind auch in China und Korea verbreitet, andere stammen aus Sibirien oder Südostasien.
Eine große Anzahl von Zugvögeln zieht im Frühjahr und Herbst durch Japan, darunter viele Watvögel. Für Schwäne, Gänse und Kraniche ist Japan ein wichtiger Ort zum Überwintern.

### Reptilien

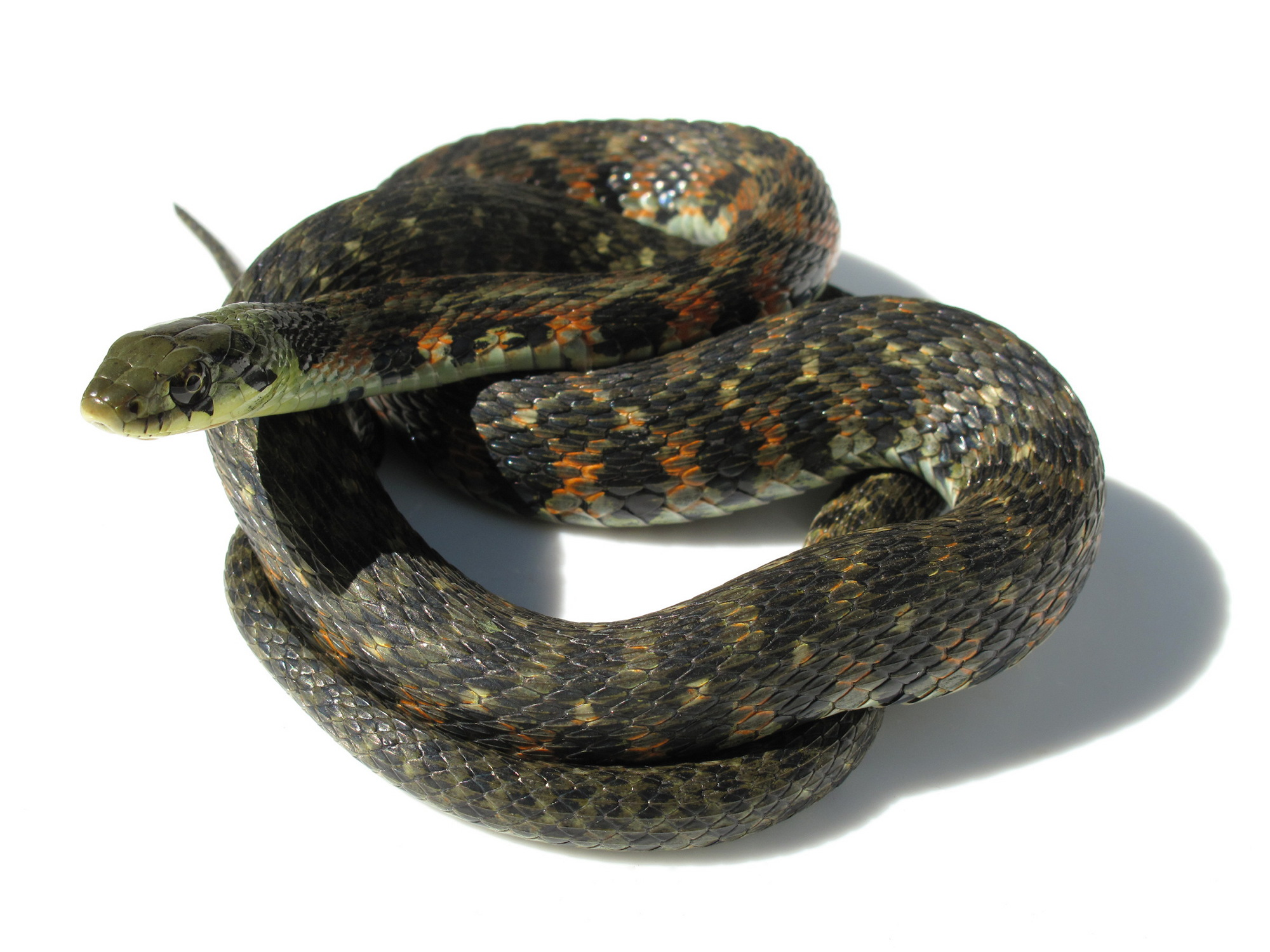
Tigernatter

In Japan gibt es 96 Reptilienarten, davon sind 38 Echsen, 45 Schlangen und 13 Schildkröten. Etwa die Hälfte der in Japan vorkommenden Reptilien sind endemisch. Meeresschildkröten und hochgiftige, aber nicht aggressive Seeschlangen, einschließlich des Halbgebänderter Plattschwanz, sind in den wärmeren Gewässern im Süden Japans zu finden. Zu den giftigen Schlangen gehören die leicht giftige Tigernatter und die giftigeren Vipern Sakishima-Habu, Tokara-Habu, die Habuschlange, die Okinawa-Habuschlange und die Mamushi. Viele Grubenottern-Arten, die in ganz Japan als "Habu" bekannt sind, sind auf den wärmeren Ryūkyū-Inseln endemisch, jedoch kommt die Mamushi auch auf den Hauptinseln vor. In Japan vorkommende, nicht giftige Rattenschlangen sind die endemische Insel-Kletternatter, Japanische Waldnatter, Japanische Vierstreifennatter, Gekielte Kletternatter und Schönnatter (Unterart Orthriophis taeniurus schmackeri), die in Japan nur im Süden auf den Ryūkyū-Inseln vorkommen, aber auf dem asiatischen Festland viel weiter verbreitet sind. Auf den südlichen Inseln gibt es drei Arten von Höckernattern der Gattung Achalinus.
Zu den in Japan vorkommenden Reptilien gehören viele Skink-Arten. Im Norden auf Hokkaidō verbreitet ist die Waldeidechse, wohingegen viele andere Arten insbesondere auf den südlichen Inseln verbreitet sind wie beispielsweise Diploderma polygonatum. Unter den in Japan vorkommenden Süßwasserschildkröten sind die Japanische Sumpfschildkröte und die  Japanische Zacken-Erdschildkröte endemisch. Die Gelbrand-Scharnierschildkröte kommt innerhalb Japans nur auf den südlichsten Inseln Iriomote und Ishigaki vor.
In der jüngeren biologischen Vergangenheit Japans gab es mindestens zwei Krokodilarten: Der China-Alligator und die ausgestorbene Gavialart Toyotamaphimeia machikanensis.

### Amphibien

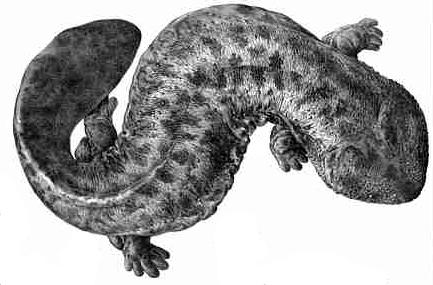
Japanischer Riesensalamander

In Japan gibt es über 90 Amphibienarten, darunter den Japanischen Riesensalamander (Andrias japonicus), eine der größten Amphibien der Welt. Die Familie der Winkelzahnmolche (Hynobiidae) ist besonders stark vertreten und viele Arten kommen ausschließlich in Japan vor.

### Fische

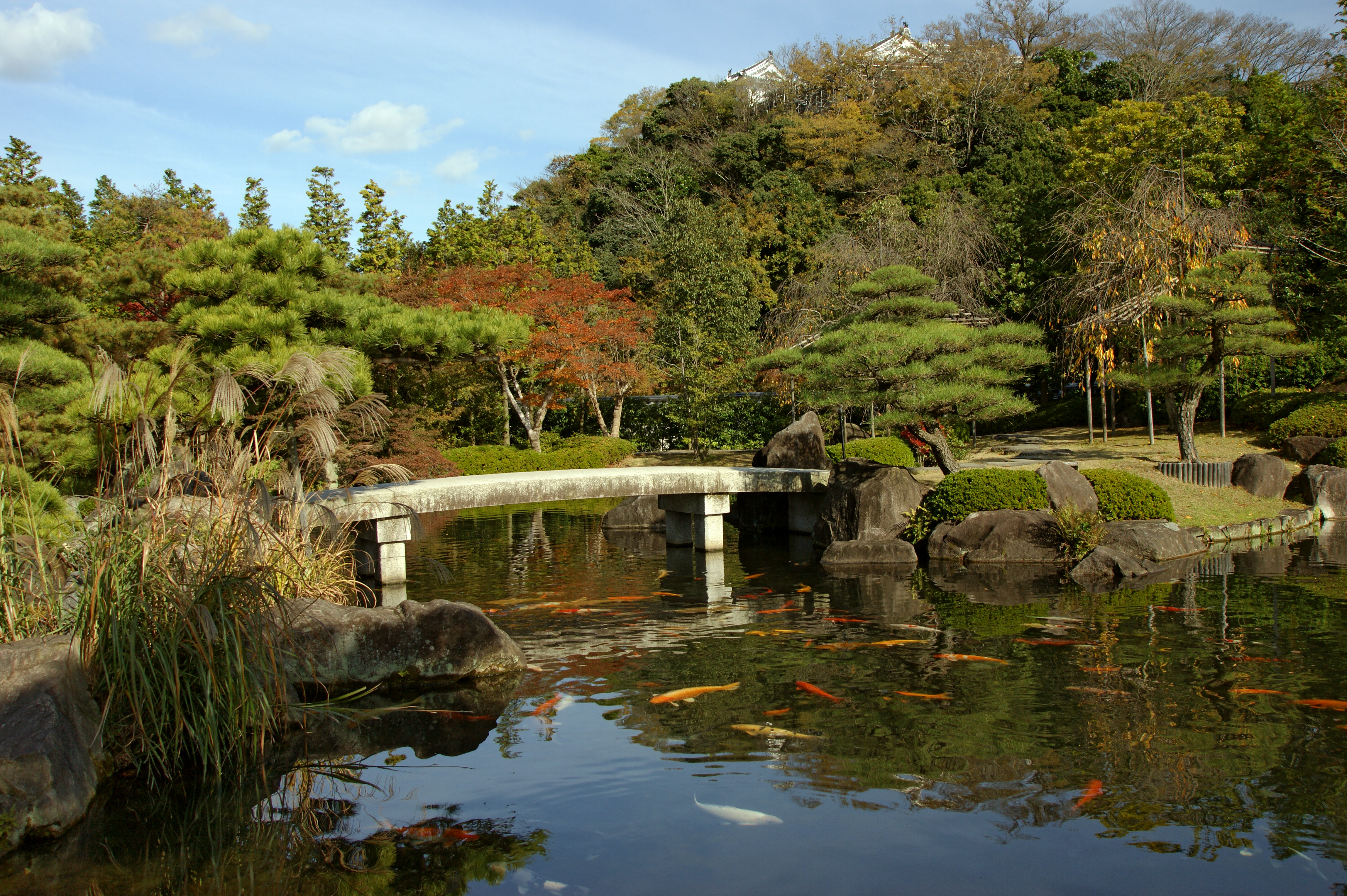
Koi in Japanischem Garten

In Japan wurden über 4000 verschiedene Fischarten registriert, wovon über 300 Süßwasserfische sind. 39 Fischarten kommen nur in Japan oder an den japanischen Küsten vor, sind also endemisch. Wichtige Süßwasserfische sind der Ayu (Plecoglossus altivelis), die Karausche (Carassius carassius) und der Karpfen (Cyprinus carpio). Eine Zuchtform des Karpfen ist der Koi. Zu den kleinen Süßwasserfischen zählen der Zacco, Nipponocypris sieboldii und verschiedene Arten von Rhodeus, einschließlich des gefährdeten Rhodeus ocellatus. Auf den südlichen Ryūkyū-Inseln leben endemische Arten von Grundeln.
Nennenswerte Fischwanderungen unternehmen sechs Lachsarten, der Königslachs, der Ketalachs, der Buckellachs, der Silberlachs, der Rotlachs und der Masu-Lachs. Letzterer hat auch Populationen, die ständig in Süßgewässern verbleiben. Saiblinge sind durch den Japan-Saibling und die Dolly-Varden-Forelle vertreten. Parahucho perryi ist die größte in Süßwasser vordringende Fischart Japans mit einer Größe von bis zu 2 Metern. Es ist eine vom Aussterben bedrohte Art, die auf die Flüsse und den umgebenden Ozean von Hokkaidō beschränkt ist. Ebenfalls verbreitet ist der Weißfisch Tribolodon hakonensis.
Wichtige Salzwasser-Fische sind die Rotbrasse (Pagrus major), sowie Schlammspringer, die in wärmeren Gebieten vorkommen, während Korallenriffe um die Ryūkyū-Inseln viele für tropische Gewässer typische Fische wie Papageienfische und Anemonenfische aufweisen. Der wenig bekannte Koboldhai (Mitsukurina owstoni) und der Kragenhai (Chlamydoselachus anguineus) wurden in tiefen Gewässern vor Japan gefunden.

### Weichtiere
Das Winterlaichen der Kalmarart Todarodes pacificus ist mit dem Kuroshio-Strom verbunden. Die Eier und Larven entwickeln sich im Winter im Ostchinesischen Meer und die ausgewachsenen Tiere reisen mit minimalem Energieaufwand über den Kuroshio-Strom zu den nahrungsreichen, nördlichen Gebieten nordwestlich Honshūs und Hokkaidōs.

### Insekten

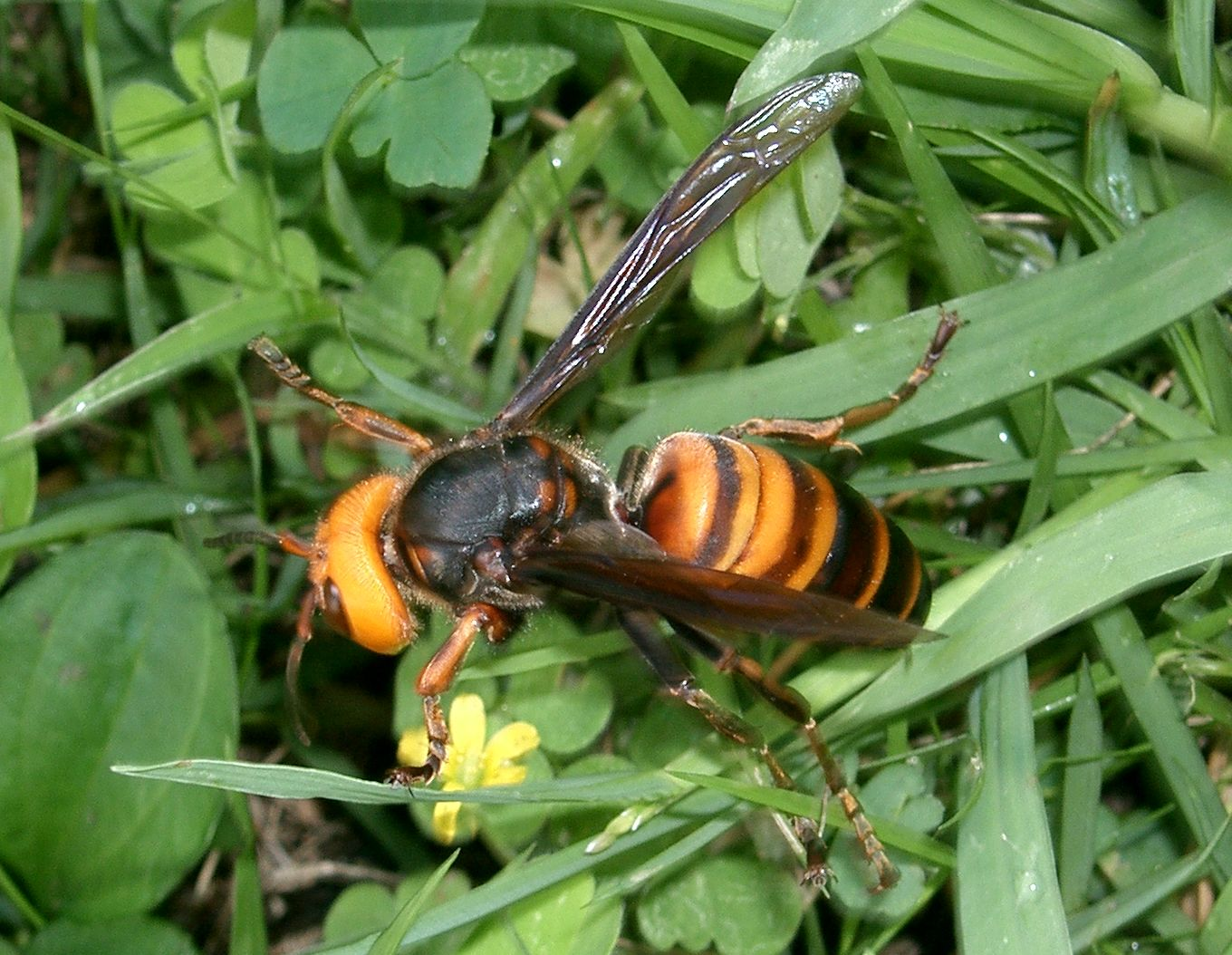
Asiatische Riesenhornisse

In Japan gibt es rund 300 Arten von Schmetterlingen, darunter einige der Danainae auf den Ryūkyū-Inseln. Es gibt ungefähr 190 Libellenarten, einschließlich Epiophlebia superstes. Andere typische Insekten sind Zikaden, Grillen und Glühwürmchen. Die Beobachtung von Glühwürmchen ist in einigen Gebieten eine beliebte Touristenattraktion.
Einige der Schmetterlingsarten sind vom Aussterben bedroht und werden daher in die Rote Liste Japans aufgenommen. Ein Beispiel ist Niphanda fusca, ein parasitärer Schmetterling, der üblicherweise in Satoyama lebt. Aufgrund sich verändernder Ökosysteme ist dieser Schmetterling vor allem seit den letzten 40 Jahren gefährdet. Es ist eine der vier Arten, die in Shikoku bereits verschwunden sind.

### Spinnen

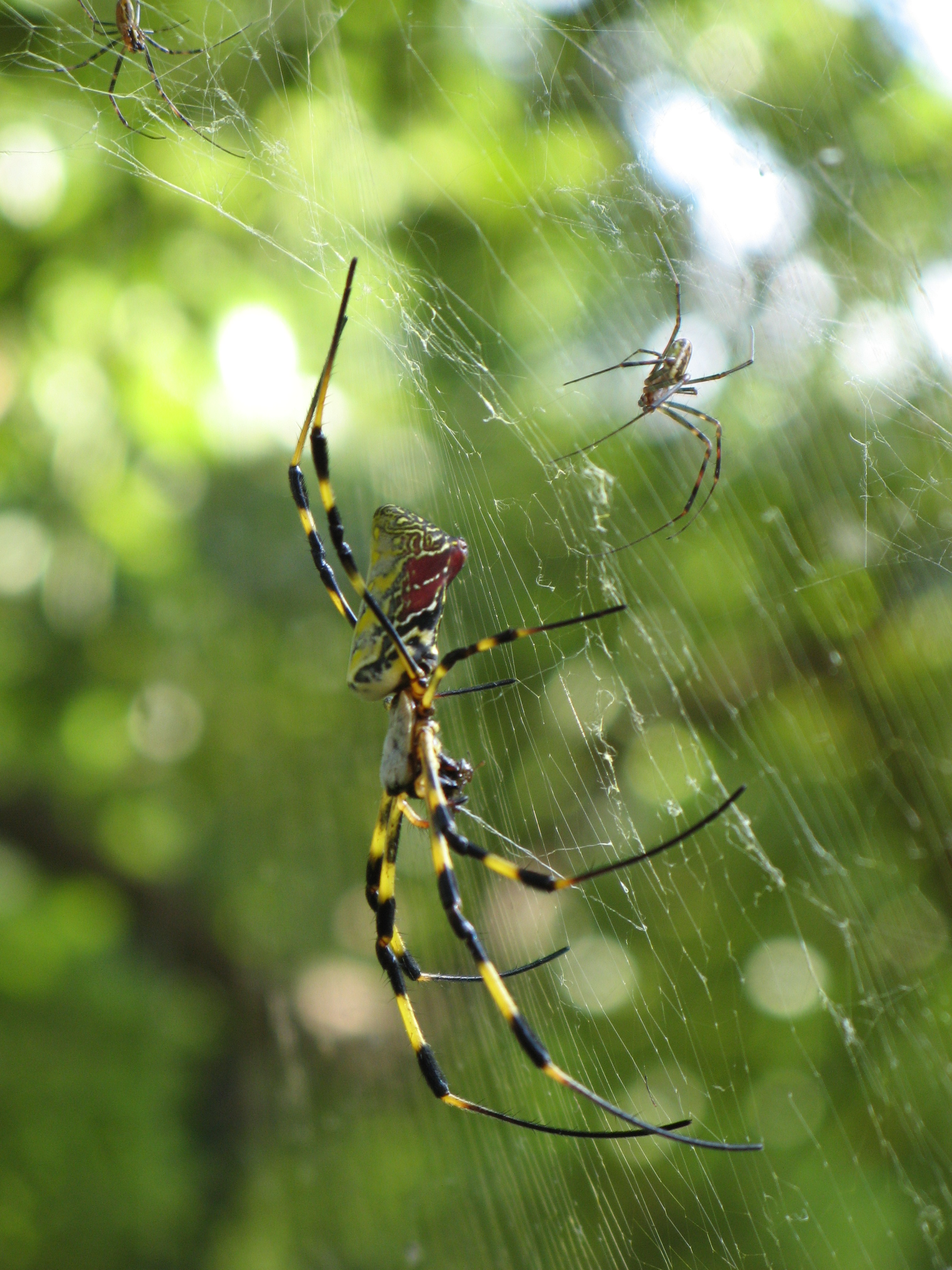
Nephila clavata
(„Prostituiertenspinne“), ein Weibchen und zwei Männchen

In Japan verbreitete Spinnenarten wie Nephila clavata finden sich auch auf dem ostasiatischen Festland. Die Art ist auf Japanisch als Jorō-Gumo (wörtlich: „Prostituiertenspinne“) bekannt. Im Süden Japans auf den Nansei-Inseln ist zudem die ähnliche Art Nephila pilipes verbreitet. Seit 1995 breitet sich durch Einschleppung auf Honshū rund um Tokio die australische Rotrückenspinne aus, die ein starkes Nervengift enthält. In Australien starben bereits Menschen durch den Biss der Spinnen. Andere in Japan vorkommende Spinnenarten sind jedoch ungefährlich.